# Kvicksund
Kvicksund er en by i Eskilstuna kommun og Västerås kommun i Södermanlands län og Västmanlands län i landskaberne Södermanland og Västmanland i Sverige. I 2010 havde byen 1.768 indbyggere, hvoraf 942 i boede Västerås kommun.
Byen har navn efter et 50-100 meter bredt sund i Mälaren, som deler byen i to dele. Den ligger cirka midt mellem Västerås og Eskilstuna (ca. 16 km til Eskilstuna og 25 km til Västerås).
Her har tidligere været færgeforbindelse, men da der blev anlagt jernbane i 1870'erne byggedes en jernbanebro. I 1920'erne byggedes en svingbro, som i 1976 erstattedes af en moderne klapbro. Jernbanen er en del af linjen mellem Sala og Oxelösunds kommun og trafikeres blandt andet af regionaltoget mellem Uppsala og Linköping, kaldet Ulven eller Uven-tåget.